# Eric Meyer
Eric Meyer er en amerikansk thrash metal-guitarist. Han spillede i mange år i Los Angeles-thrash metal-bandet Dark Angel. Han kom med i bandet i 1984 og spillede på alle albums.  Meyer var det eneste konstante medlem i bandet gennem hele dets karriere. Efter Dark Angel gik i opløsning i 1992 dannede Meyer et nyt band kaldet Hunger sammen med den tidligere Dark Angel-vokalist Ron Rinehart. Efter den anden opløsning af Dark Angel i 2002 dannede han et nyt band, kaldet Swine, som var mere groove metal-orienteret end Dark Angel.
Meyer har en universitetsgrad som studietekniker og efter opløsningen af Dark Angel blev han producer på fuld tid, og producerede album for mange band, som for eksempel Transmetal. Nu arbejder han heltid som lydtekniker. Meyer var også involveret i produktionen af Dark Angels album, og stod for meget af lydteknikken på album som Darkness Descends og Leave Scars, hvilket han ikke blev krediteret for.
Han var støttet af Jackson Guitars og brugte en Jackson King V-model. Meyer blev i 1986 spurgte om han ville med i Megadeth, efter Chris Poland blev fyret, men afslog da han hellere ville blive hos Dark Angel.